# Прапор Острова Норфолк
Прапор Норфолку — офіційний символ австралійської території Острів Норфолк. Затверджений 17 січня 1980 року.
Прапором Норфолку є прямокутним полотнищем, що складається з трьох вертикальних смуг зеленого, білого та зеленого кольорів. Пропорції смуг — 7:23, 8:23, 7:23. У центрі білої смуги знаходиться зелене зображення норфолкської сосни (лат. Araucaria heterophylla), ендеміка острова (цей символ з'явився вперше на гербі Норфолка у 1856 році). Зелені смуги символізують багату рослинність острова.